# Sainte-Barbe-sur-Gaillon
Sainte-Barbe-sur-Gaillon ist eine Ortschaft und eine ehemalige französische Gemeinde mit 304 Einwohnern (Stand: 1. Januar 2022) im Département Eure in der Region Normandie. Sie gehörte zum Arrondissement Les Andelys und zum Kanton Gaillon.
Mit Wirkung vom 1. Januar 2016 wurden die früheren Gemeinden Aubevoye, Sainte-Barbe-sur-Gaillon und Vieux-Villez zu einer Commune nouvelle mit dem Namen Le Val d’Hazey zusammengelegt und besitzen seither in der neuen Gemeinde den Status einer Commune déléguée. Der Verwaltungssitz befindet sich im Ort Aubevoye.

## Geografie
Sainte-Barbe-sur-Gaillon liegt etwa 19 Kilometer nordöstlich von Évreux.

## Bevölkerungsentwicklung
| 1962                      | 1968 | 1975 | 1982 | 1990 | 1999 | 2006 | 2013 |
| ------------------------- | ---- | ---- | ---- | ---- | ---- | ---- | ---- |
| 215                       | 261  | 231  | 214  | 218  | 230  | 250  | 254  |
| Quelle: Cassini und INSEE |      |      |      |      |      |      |      |

## Sehenswürdigkeiten
- Kirche Sainte-Barbe, Monument historique
- Kapelle Saint-Wulfranc des Herrenhauses, Monument historique seit 2006
- Schloss Courtmoulin aus dem 17./18. Jahrhundert, Monument historique seit 2006
- Schloss Le Hazey von 1721
- Schloss Gaillon aus dem 16. Jahrhundert, Umbauten aus dem 18. Jahrhundert
- Turm von Le Hazey aus edm 16. Jahrhundert

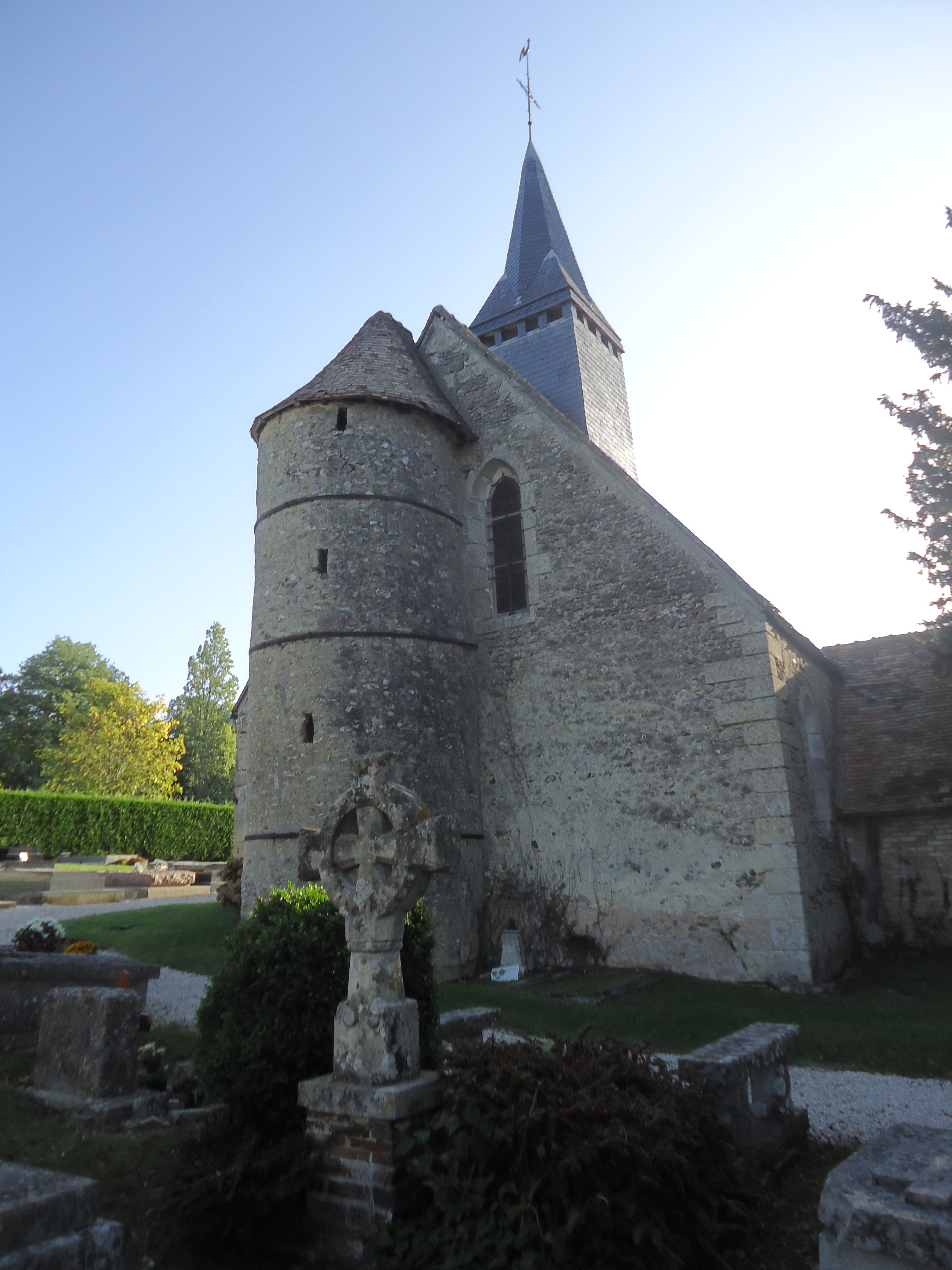
Kirche Sainte-Barbe
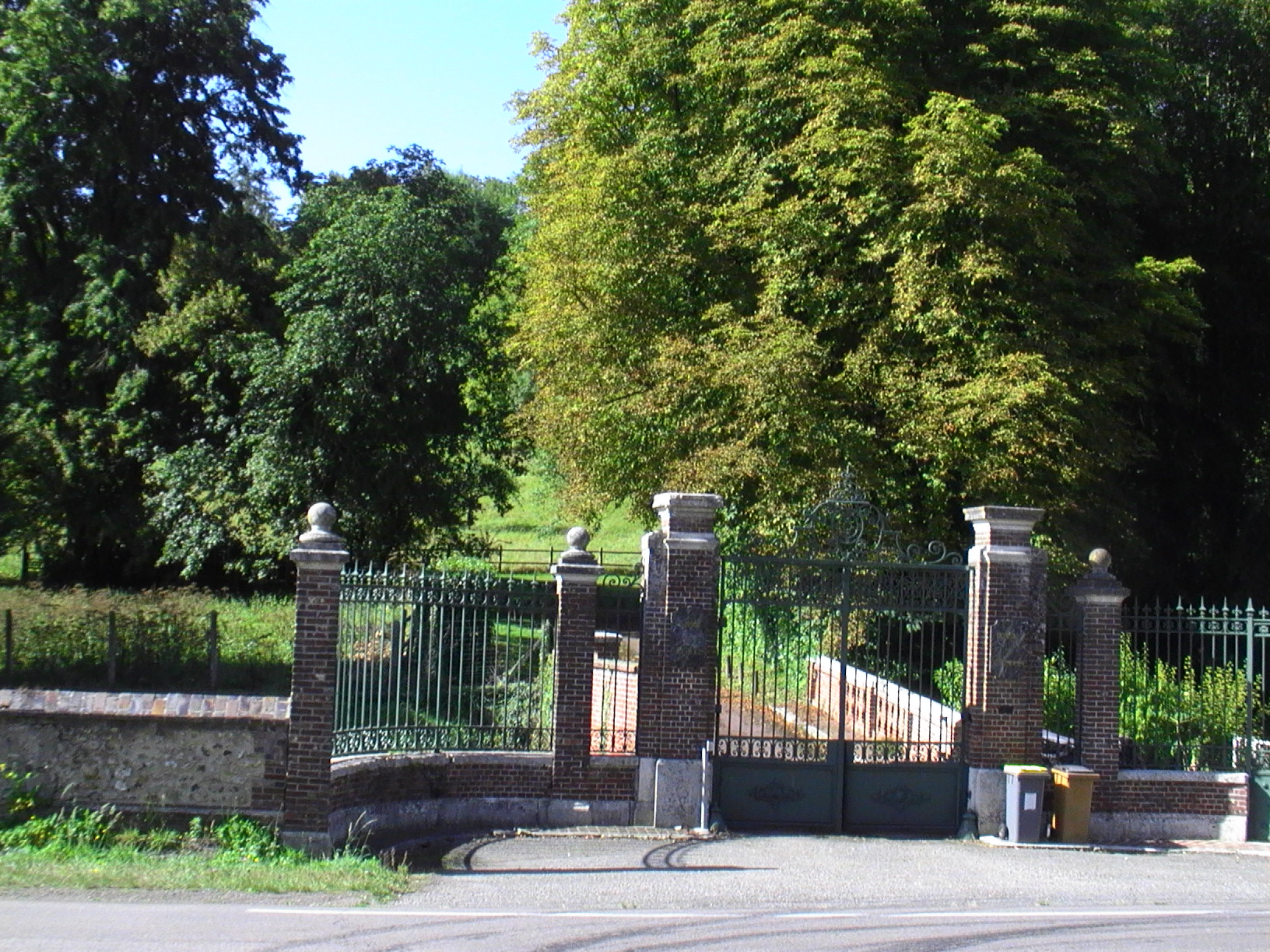
Eingang zum Schloss Courtmoulin
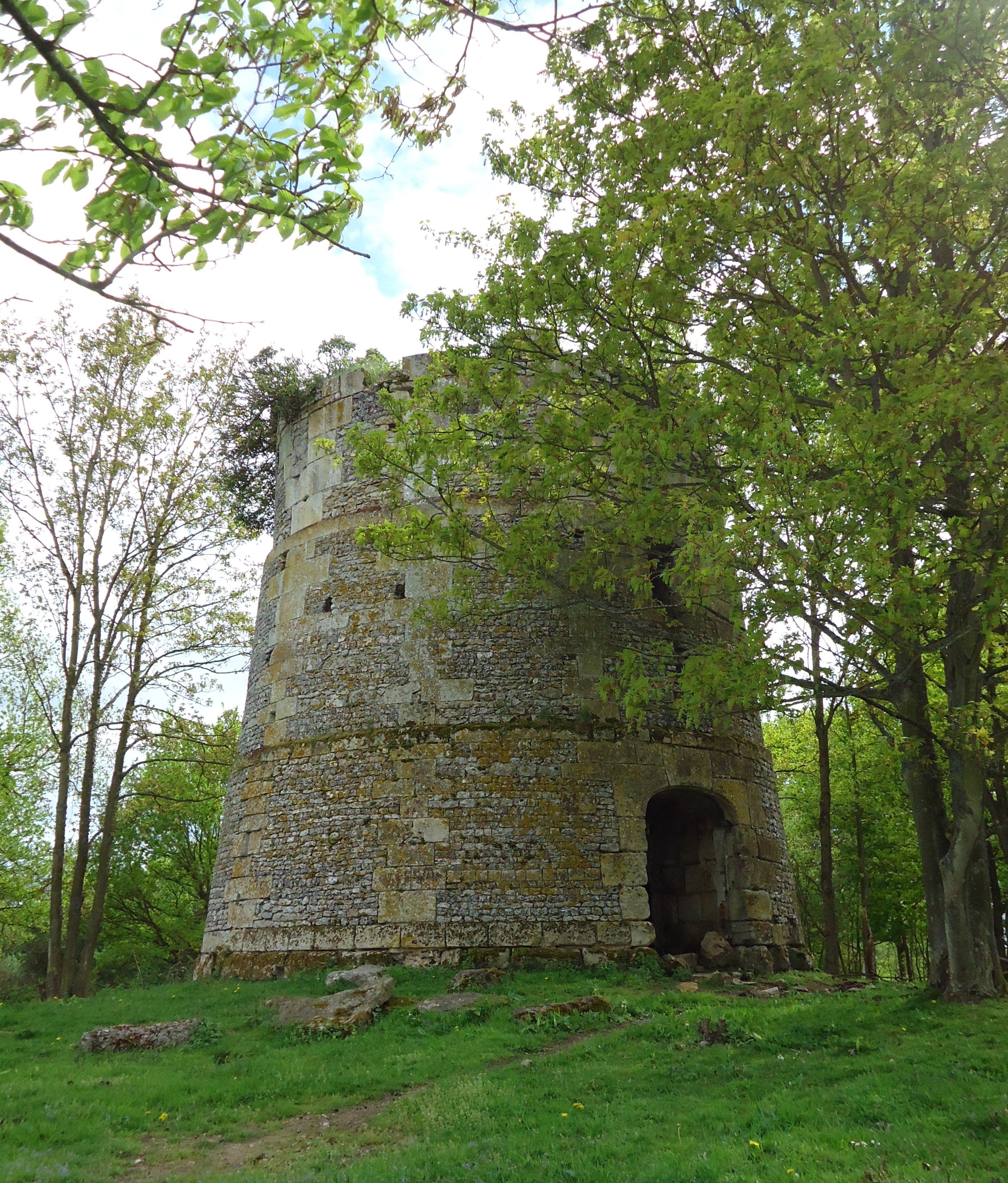
Turm von Le Hazey